# Grey Day
"Grey Day" är den brittiska ska/popgruppen Madness åttonde singel.
Text och musik skrevs av bandets pianist, Michael Barson. Det var en av de första sångerna han skrev, och anledningen till att den släpptes så sent var att den låg så långt ifrån skamusiken, som Madness först blivit kända för, men skafebern hade gått över och Madness satsade nu på poppigare musik.
Den låg 10 veckor på englandslistan och nådde som bäst en fjärde placering.
"Grey Day" finns med på albumet 7 och på de flesta av Madness samlingsalbum.

## Låtlista

### 7" vinyl
1. "Grey Day" (Michael Barson) – 3:40
2. "Memories" (Christopher Foreman – 2:24

### 12" vinyl
1. "One Step Beyond (Spanish version)" (Cecil "Prince Buster" Campbell) – 2:18
2. "Baggy Trousers" (Graham McPherson, Foreman) – 2:46
3. "Grey Day" (Barson) – 3:40
4. "Take It Or Leave It" (Lee Thompson, Barson) – 3:27